# Розумовський Лев Кирилович
Розумовський Лев Кирилович (*8 січня 1757, Санкт-Петербург —†21 листопада 1818, Москва) — син Гетьмана України Кирила Розумовського, дипломат, державний та військовий діяч Російської імперії. Ветеран кількох Московсько-Турецьких воєн. Генерал-майор.

## Життєпис
Народився 8 січня 1757 року у родині гетьмана Кирила Розумовського та Катерини Наришкіної. Разом з братами дістав хорошу домашню освіту в Санкт-Петербурзі. Пізніше був відряджений у Страсбург для продовження навчання.
1774 зарахований до складу московського посольства князя Рєпніна в Стамбулі (Османська імперія). Після повернення до Санкт-Петербурга служив у лейб-гвардії Семенівському полку; 1782 у чині полковника був переведений на посаду генерал-ад'ютанта князя Г. Потьомкіна. Брав активну участь у російсько-турецьких війнах; командував єгерськими полками під проводом фельдмаршала О.Суворова, був черговим при князеві М. Рєпніні, відзначився 1789 в битвах при Ісакчі, Ізмаїлі, Бендерах. Того ж року за бойові заслуги підвищений до чину бригадира, у 1790 році стає генерал-майором. У 1791 році за участь у битві при Мачині (Добруджа) відзначений орденом св. Володимира 2-го ступеня.
Отримав від батька український маєток «Карлівка», вотчини в Можайському повіті, а також Петровсько-Розумовське. Розумовський був добре відомий буквально всій Москві — його будинок славився своєю гостинністю та балами. У 1802 році одружився з княгинею Марією Григорівною Голіциною (уродженою Вяземською), яка для цього розлучилася зі своїм чоловіком князем Олександром Миколайовичем Голіциним. Цей шлюб справив багато шуму в обох родинах і у всьому вищому світі.
З 1796 році вийшов у відставку за станом здоров'я, після чого вирушив на лікування за кордон. З 1800 року оселився в Москві. Підтримував тісні зв'язки з московськими масонськими колами (М.Карамзіним, П.В'яземським тощо). У 1812 році, під час наступу військ Наполеона на Москву, виїхав з родиною до м. Тамбов. По закінченні воєнних дій повернувся до Москви (маєток Петровське), де мешкав до кінця життя. Помер 21 листопада 1818 року. Похований на цвинтарі Донського монастиря (м. Москва).